# Balsfjords kommun

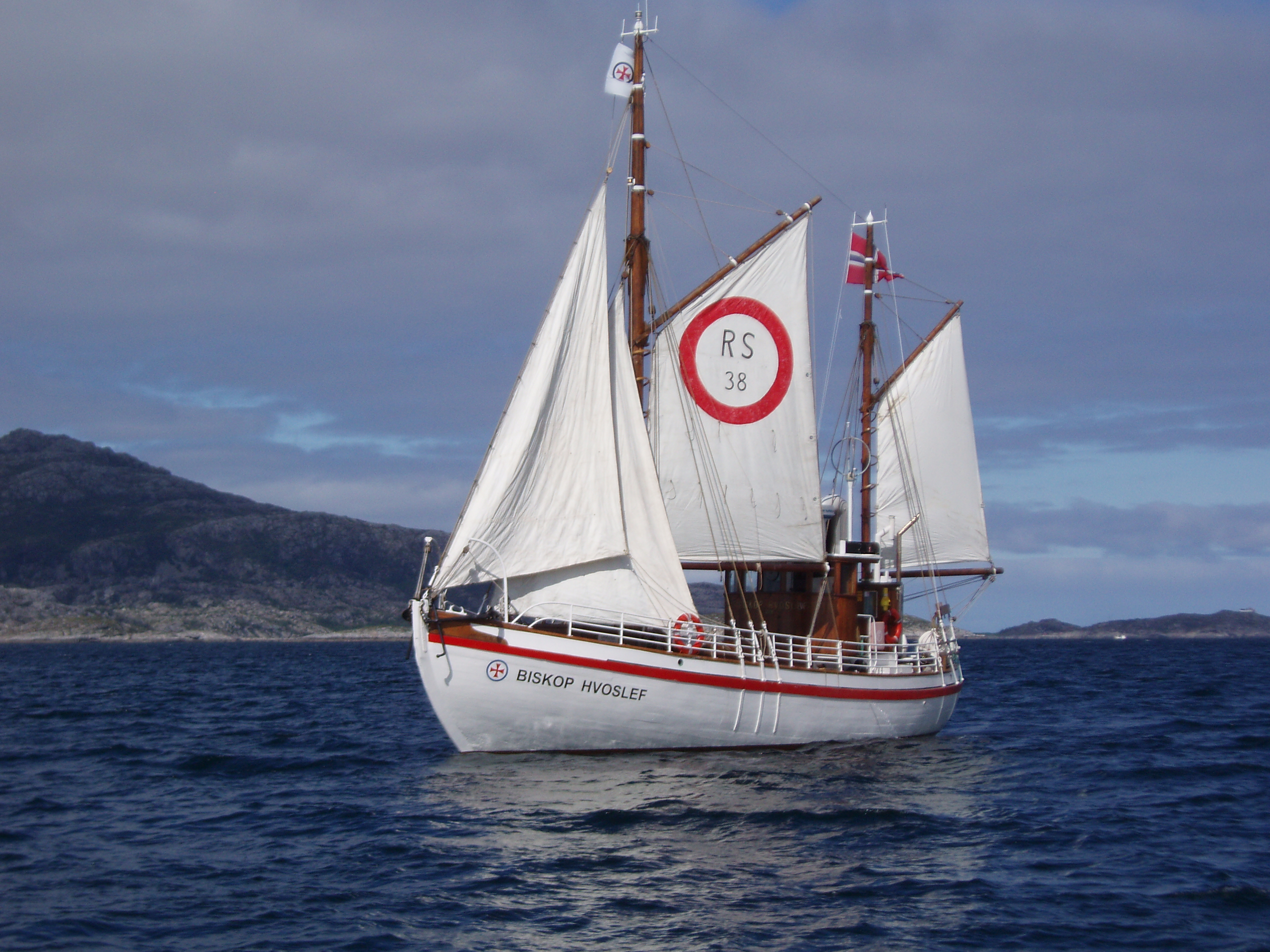
Biskop Hvoslef

Balsfjords kommun (norska: Balsfjord kommune, nordsamiska: Báhccavuona suohkan, kvänska: Paatsivuonon komuuni) är en kommun i Troms fylke i norra Norge. Kommunens centralort är tätorten Storsteinnes. Den omfattar landet på båda sidor av Balsfjorden, däribland det mesta av Malangshalvön mellan Malangen och Balsfjorden och sträcker sig cirka 25 kilometer från slutet av fjorden mot sydost in i landet, nästan ner till gränsen mot Sverige. Balsfjord gränsar i norr till Tromsø kommun, i öster till Storfjords kommun, i söder till Målselvs kommun och över fjordarna i väster till Senja kommun. Befolkningen uppgick 1.1.2017 till 5 685 invånare.
År 1964 slogs den tidigare Balsfjords kommun (förutom områdena Skogli och Elvebakken) samman med Malangens kommun (förutom området Navaren/Målsnes). Kommunen fick sina nuvarande gränser 1966, då Sørelvmo överfördes till Målselvs kommun.
Balsfjord hör till Troms polisdistrikt, Nord-Troms tingsrätt och Hålogaland lagmannsrett. Tillsammans med kommunerna Karlsøy och Tromsø är kommunen med i Tromsø-områdets regionråd.
Terrängen är mycket kuperad med spetsiga bergstoppar, och djupa dalar. Högsta toppen är Rostafjället, som är 1590 m öh. Flera dalar skär genom landskapet mellan fjordarna.

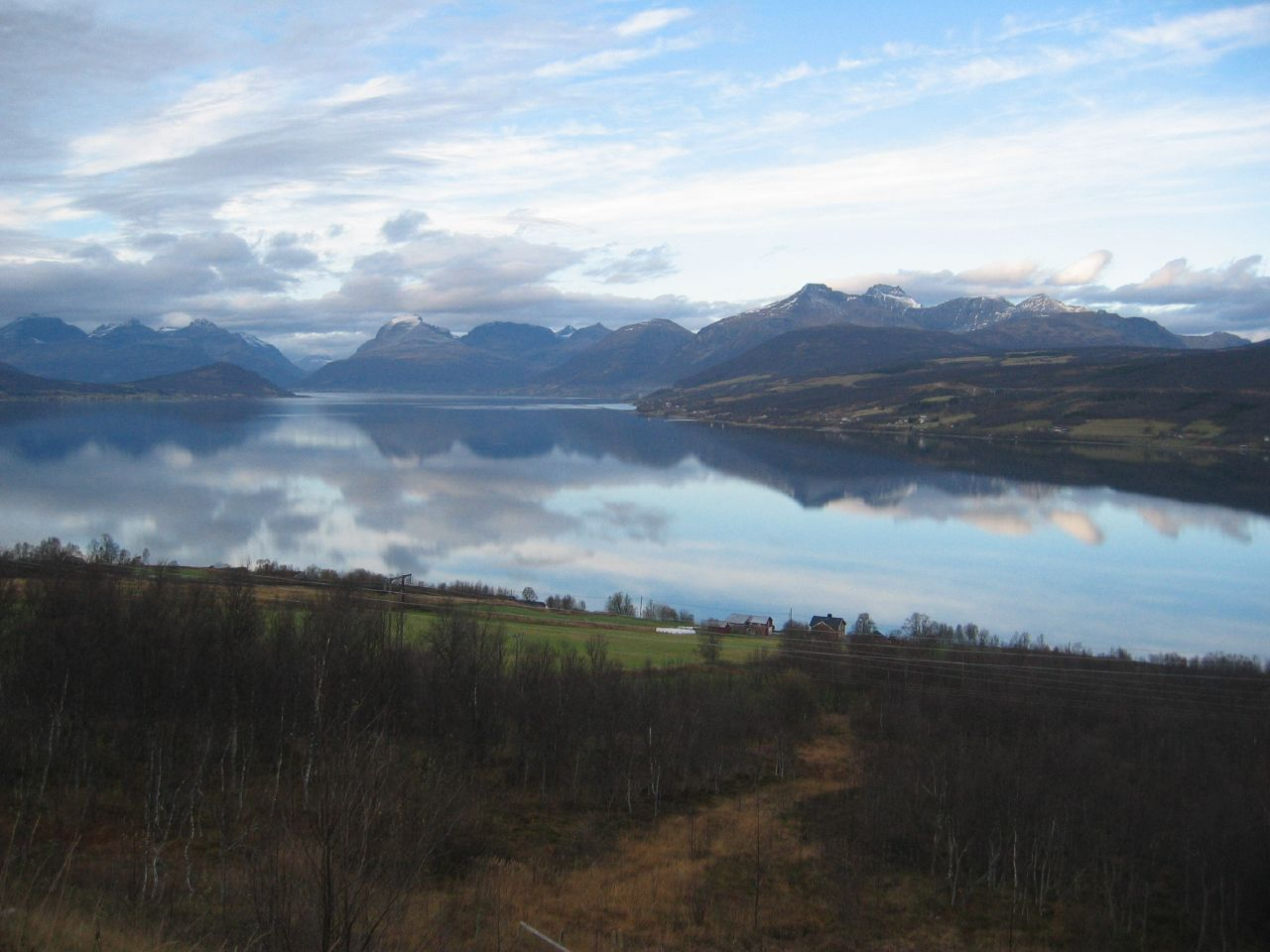
Balsfjorden.

## Historik
Vid Balsfjords kyrka i Tennes finns Hällristningsfältet i Tennes med 2 500–4 000 år gamla hällristningar. Det finns också ett cirka 3 000 år gammalt hällristningsfält vid Nordfjordbotn vid Malangen. 
Balsfjord bygdemuseum, numera en del av Midt-Troms Museum, har flera restaurerade anläggningar, bland annat Aursfjordsaga, en vattendriven så kallad "oppgangssag". Bygdemuseet köpte 1992 veteranfartyget och tidigare räddningskryssaren Biskop Hvoslef, vilken numera övertagits av Stiftelsen R/S 38 Biskop Hvoslef i Meistervik.

### Administrativ historik
Balsfjords kommun bildades 1860 genom en utbrytning ur Tromsøysunds kommun, eller Tromsøe landdistrikt som det hette då. 1871 delades Balsfjords kommun och Malangens kommun bildades. 1875 överfördes ett område med sju invånare från Lyngens kommun. 1904 överfördes ett område med fem invånare till Målselvs kommun. 1964 slogs Malangens och Balsfjords kommuner ihop igen, samtidigt som det gjordes vissa gränsjusteringar emot Målselvs kommun. 1966 överförs ett område med 131 invånare till Målselvs kommun.

## Befolkning
70% av befolkningen bor runt innersta delen av Balsfjorden, och de dalar som ligger där. Här ligger också centralorten Storsteinnes, som är den största tätorten, och vägknutpunkten Nordkjosbotn.
Bebyggelsen är i övrigt koncentrerad till fjordens sidor, bland annat från Meistervik till Sand/Mortenhals vid Malangen, med mer spridd bosättning i dalarna. Efter andra världskriget har folkmängden i kommunen, med undantag för perioden 1971–1976, präglats av stagnation och tillbakagång, men i tioårsperioden mellan 2007 och 2017 ökade antalet invåanare i kommunen med i genomsnitt 0,2 % årligen.

## Näring
Jordbruket och tillhörande industri är de viktigaste näringarna i kommunen. Det är ingen annan kommun i Troms fylke som har så mycket odlad mark. I kommunen är också stora områden med produktiv skog, mest lövskog. Jordbruket baseras på mjölk och köttproduktion. Balsfjord har det högsta antalet med  nökreatur, lamm och getter bland kommunerna i Troms. Vad gäller getter så är kommunen störst i hela landet. I Storsteinnes ligger ett mejeri, som är landets största getmesostproducent.
En stor del av jordbruken drivs i kombination men annan verksamhet. När det gäller fiske så är det mest medelstora och små båtar, och fångsterna landas utanför kommunen. Stora arbetsgivare är Tines mejeri i Storsteinnes, ölproduktion i Nordkjosbotn, kornsilo, kraftfoder, fiskefoderfabriker och "Bergneset asfalt og pukkverk". 28 % av den yrkesarbetande befolkningen arbetar utanför kommunen, varav 16% arbetar i Tromsø.

## Kommunikationer
Europaväg 6 går genom Balsfjord kommun. Nordkjosbotn är en viktig knutpunkt. Härifrån går Europaväg 8 till Tromsø, den går också mot Finland, med en gemensam del med E6, mellan Nordkjosbotn och Skibotn. Från Øvergård på Balsfjordeidet, går fylkesväg 87 genom Tamokdalen till Øverbygd, och vidare till Bardu. Fylkesväg 858 går från E6 vid Storsteinnes, vidare till Meistervik, (som tidigare var centralort i Malangens kommun), längs Balsfjorden, och till nordspetsen av halvön, vidare till Larseng på Kvaløya (Ryaförbindelsen).

## Tätorter
I Balsfjords kommun finns två tätorter:
- Nordkjosbotn
- Storsteinnes (centralort)

## Socknar
Inom Norska kyrkan motsvaras Balsfjords kommun av Balsfjord og Malangens socken i Senja prosteri i Nord-Hålogalands stift.